# Райли (округ)
Ра́йли (англ. Riley County; стандартное обозначение RL) — округ в штате Канзас, США. Официально образован 25 августа 1855 года. По состоянию на 2010 год, численность населения составляла 71 115 человек.

## География
По данным Бюро переписи США, общая площадь округа равняется 1 611,267 км2, из которых 1 578,736 км2 суша и 32,505 км2 или 2,020 % это водоёмы.

## Население
По данным переписи населения 2000 года в округе проживает 62 843 жителей в составе 22 137 домашних хозяйств и 12 263 семей. Плотность населения составляет 40,00 человек на км2. На территории округа насчитывается 23 397 жилых строений, при плотности застройки около 15,00-ти строений на км2. Расовый состав населения: белые — 84,78 %, афроамериканцы — 6,88 %, коренные американцы (индейцы) — 0,63 %, азиаты — 3,22 %, гавайцы — 0,17 %, представители других рас — 1,89 %, представители двух или более рас — 2,43 %. Испаноязычные составляли 4,57 % населения независимо от расы.
В составе 27,80 % из общего числа домашних хозяйств проживают дети в возрасте до 18 лет, 46,20 % домашних хозяйств представляют собой супружеские пары проживающие вместе, 6,80 % домашних хозяйств представляют собой одиноких женщин без супруга, 44,60 % домашних хозяйств не имеют отношения к семьям, 27,50 % домашних хозяйств состоят из одного человека, 6,10 % домашних хозяйств состоят из престарелых (65 лет и старше), проживающих в одиночестве. Средний размер домашнего хозяйства составляет 2,42 человека, и средний размер семьи 2,99 человека.
Возрастной состав округа: 18,80 % моложе 18 лет, 34,50 % от 18 до 24, 25,90 % от 25 до 44, 13,30 % от 45 до 64 и 13,30 % от 65 и старше. Средний возраст жителя округа 24 лет. На каждые 100 женщин приходится 114,30 мужчин. На каждые 100 женщин старше 18 лет приходится 115,40 мужчин.
Средний доход на домохозяйство в округе составлял 32 042 USD, на семью — 46 489 USD. Среднестатистический заработок мужчины был 26 856 USD против 23 835 USD для женщины. Доход на душу населения составлял 16 349 USD. Около 8,50 % семей и 20,60 % общего населения находились ниже черты бедности, в том числе — 11,20 % молодежи (тех, кому ещё не исполнилось 18 лет) и 6,70 % тех, кому было уже больше 65 лет.